# تطورية

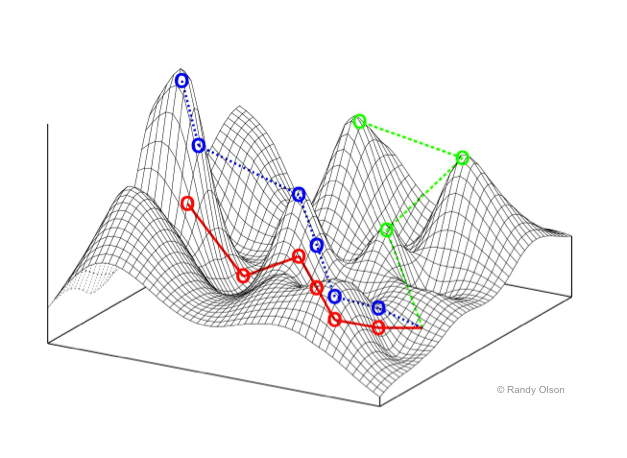

التطورية (قابلية التطور-evolvability) هي مفهوم في علم الأحياء التطوري الذي يحاول قياس قدرة الكائنات الحية على التطور. على الرغم من عدة تعاريف ممكنة، التطورية على نطاق واسع هي قدرة الكائنات الحية على توليد التنوع الجيني من خلال تطور الانتقاء الطبيعي، ليكون أفضل تكيفا مع ظروف الحياة.
لكي يتطوّر كائن حيّ بيولوجيّ عن طريق الانتخاب الطبيعي (أو الاصطفاء الطبيعي) يتوجّب وجود حدّ أدنى من احتماليّة أن تكون المتغيّرات الجديدة القابلة للانتقال بالوراثة مفيدةً. غالباً ما يُتوَقّع من الطفرات العشوائيّة أن تكون ضارّة، إلّا إذا حدثت في سلاسل الحمض النووي الريبوزي منقوص الأكسجين غير المشفّر دي أن إيه غير مشفر. الطفرات المفيدة تكون نادرة دائماً، ومن غير الممكن للتكيّف أن يحصل في حال كانت الطفرات المفيدة شديدة الندرة.
أظهرت الجهود الفاشلة المبكّرة لتطوير برامج الكمبيوتر عن طريق الطفرة والاختيار العشوائي  أنّ القابلية للتطور ليست محدّدة، ولكنّها تعتمد على تمثيل البرنامج كبنية من البيانات، لأنّ ذلك هو ما يحدّد كيفيّة التغييرات في خارطة البرنامج وحتّى التغييرات في سلوكه. وبصورة مماثلة فإنّ قابلية تطوّر الكائنات الحيّة معتمدة على الخارطة الجينية الوراثية لها. وهذا يعني أن الجينوم منظّم بطريقة تزيد من احتمال ظهور التغييرات المفيدة. تمّ اعتماد هذا المفهوم كدليلٍ على أنّ التطوّر لم يخلق كائنات حيّة أكثر تلاؤماً مع محيطها فحسب، بل أيضًا كائنات حيّة أكثر قدرة على التطور.

## تعاريف بديلة
يصف أندرياس واغنر تعريفين للقابلية للتطور، فيكون النظام البيولوجي، وفقًا للتعريف الأول، قابلاً للتطور في حال تحقّق الشرطين التاليين:
- إذا أظهرت خصائص النظام البيولوجي تبايناً وراثيّأ مُوَرّثياً (ممكن توريثه).
- وإذا تمكّن الاصطفاء الطبيعي أن يغيّر من تلك الخصائص.

يكون النظام البيولوجي قابلاً للتطور وفقًا للتعريف الثاني لواغنز:
في حال كان من الممكن اكتساب وظائف جديدة من خلال التغيير الوراثي، (الوظائف التي تساعد الكائن الحي على البقاء والتكاثر).
على سبيل المثال، سنعتبر وجود أنزيم يحوي على أليلات متعددة في الجمهرة السكّانيّة. يحفز كل أليلّ منها نفس التفاعل، ولكن بمستوى مختلف من النشاط، ومع ذلك، قد لا تحدث طفرة تعطي هذا الإنزيم القدرة على تحفيز تفاعل مختلف حتى بعد ملايين السنين من التطور، واستكشاف العديد من السلاسل المتعاقبة ذات الوظيفة المتشابهة. وبذلك نجد أنّه وعلى الرغم من قابليّة نشاط الإنزيم للتطوّر وفق التعريف الأول للتطوّرية عند واغنز، إلّا أنّ ذلك لا يعني أنّ وظيفة الإنزيم قابلة للتطور وفق التعريف الثاني، لكن وبالمقابل، يجب أن يكون كل نظامٍ قابل للتطوّر وفقاً للتعريف الثاني قابلاً للتطوير بالضرورة في التعريف الأول.
يميّز العالم ماسيمو بيلوتشي Massimo Pigliucci  ثلاث أصنافٍ من تعريف القابليّة للتطور، وذلك تبعاً للجدول الزمني. الأوّل منها يتوافق مع تعريف واغنر الأول، ويمثّل الجداول الزمنية القصيرة جدًا التي وصفها علم الوراثة الكمية. أمّا بالنسبة لتعريف واغنز الثاني فيقسّمه بيلوتشي إلى فئتين، واحدة تمثل الجداول الزمنية المتوسّطة التي يمكن دراستها باستخدام علم الوراثيات السكّانية، وأُخرى تمثّل تطوّرات جديدة في الشكل لكنّها طويلة الأمد للغاية ونادرة إلى حدّ بعيد.